# 릴리언 코플랜드
릴리언 코플랜드(Lillian Copeland, 1904년 11월 25일 ~ 1964년 7월 7일)는 미국의 육상 선수로 던지기 종목에서 뛰어났다. 포환던지기와 창던지기에서 다수의 타이틀을 보유함에 불구하고 "미국 역사상 가장 성공적 여성 원반던지기 선수"로 알려졌다.
베이징 올림픽이 열릴 때까지 근대 올림픽에서 원반던지기를 우승한 단 하나의 미국 여성 선수였던 그녀는 서던캘리포니아 대학교 동문으로서 최초의 올림픽 선수였다.

## 생애와 경력
폴란드에서 이주해 온 유대인의 딸로 뉴욕에서 태어난 코플랜드는 어릴 때 부친이 사망하자, 재혼한 모친을 따라 로스앤젤레스로 이주하였다.
코플랜드는 육상에서 여성 시합의 형성 시기에 출전하였으며, 모든 던지기 종목에 뛰어난 그녀는 5회의 AAU 포환던지기 타이틀(1924~28, 1931)을 우승하였다. 추가로 5회의 원반던지기(1926, 1927)와 2회의 창던지기(1926, 1931)를 우승하였다. 1926년과 1927년 창던지기에서 세계 기록을 3번이나 깼으며, 국제 유대인 스포츠 명예의 전당에 의하면 자신이 3개의 종목에서 1925년부터 1932년까지 각각 6번이나 세계 기록을 세웠다고 말하였다. 그러나 USATF에 의하면 창던지기에서 단 하나의 세계 기록을 보유하였다고 한다.

### 올림픽
1928년 암스테르담 올림픽은 여성 육상 종목이 처음으로 생긴 대회였다. 포환던지기와 창던지기는 그때 여성들을 위해 생기지 않은 이유로 원반던지기에만 출전한 코플랜드는 폴란드의 할리나 코노파츠카에게 밀려 2위를 하였다.
귀국 후, 서던캘리포니아 대학교 법학 대학원에 등록하여 스포츠에 적은 집중을 하였다. 그럼에 불구하고 1932년 로스앤젤레스 올림픽 팀에 선출되었다. 원반던지기의 마지막 던지기에서 133 피트 16 인치(40.59m)의 세계 신기록을 세워 금메달을 획득하였으며, 올림픽 신기록으로도 알려진 그 기록은 4년 전 코노파츠카의 기록을 능가하였다.
베를린 올림픽에서 자신의 타이틀 유지를 위하여 준비하기 시작하였지만, 결국 불참을 선택하였다. 유대인으로서 히틀러의 독일 올림픽 팀에 유대인들을 추방시키는 정책에 강력히 반대하였다. 따라서 1935년 마카비아 경기대회에 나와 3개의 던지기 타이틀을 전부 우승하면서 자신의 마지막 시합을 증명하였다.

## 후의 경력
육상을 떠나 법률 집행에 경력을 시작한 그녀는 1960년까지 로스앤젤레스의 보안부에 근무하였다.

## 같이 보기
- 올림픽 육상 여자 메달리스트 목록